# El primer divorcio
El primer divorcio es una película española, dirigida por Mariano Ozores y estrenada en 1981. 

## Argumento
Narciso es un alto cargo en un Ministerio que desde hace tiempo desea abandonar a su esposa Carlota y emprender una nueva vida con su secretaria Manolita. Sin embargo, por su puesto de trabajo debe aparentar una estabilidad conyugal que no es tal. Sólo la inminente aprobación de la Ley que permitirá el divorcio en España mantiene viva su esperanza de desprenderse de su mujer.
- Datos: Q5826230